# Barretthydrus stepheni
Barretthydrus stepheni är en skalbaggsart som beskrevs av Watts 1978. Barretthydrus stepheni ingår i släktet Barretthydrus och familjen dykare. Inga underarter finns listade i Catalogue of Life.